# Acido benzensolfonico
L'acido benzensolfonico è un acido solfonico.
Si forma per solfonazione del benzene, tramite un meccanismo di sostituzione elettrofila.